# Bay (Arkansas)
Bay es una ciudad en el condado de Craighead, Arkansas, Estados Unidos. Para el censo de 2000 la población era de 1800 habitantes. Forma parte del área metropolitana de Jonesboro.

## Geografía
Bay se localiza a 35°44′43″N 90°33′46″O / 35.74528, -90.56278. De acuerdo a la Oficina del Censo de los Estados Unidos, la ciudad tiene un área total de 8,7 km², de los cuales el 100% es tierra.

## Demografía
Para el censo de 2000, había 1800 personas, 690 hogares y 518 familias en la ciudad. La densidad de población era 206,9 hab/km². Había 734 viviendas para una densidad promedio de 84,6 por kilómetro cuadrado. De la población 95,39% eran blancos, 2,94% afroamericanos, 0,17% amerindios, 0,78% de otras razas y 0,72% de dos o más razas. 1,50% de la población eran hispanos o latinos de cualquier raza.
Se contaron 690 hogares, de los cuales 35,9% tenían niños menores de 18 años, 59,0% eran parejas casadas viviendo juntos, 12,9% tenían una mujer como cabeza del hogar sin marido presente y 24,8% eran hogares no familiares. 22,9% de los hogares eran un solo miembro y 10,9% tenían alguien mayor de 65 años viviendo solo. La cantidad de miembros promedio por hogar era de 2,61 y el tamaño promedio de familia era de 3,07.
En la ciudad la población está distribuida en 27,7% menores de 18 años, 8,2% entre 18 y 24, 28,3% entre 25 y 44, 22,7% entre 45 y 64 y 13,2% tenían 65 o más años. La edad media fue 35 años. Por cada 100 mujeres había 94,4 varones. Por cada 100 mujeres mayores de 18 años había 88,2 varones.
El ingreso medio para un hogar en la ciudad fue de $29.828 y el ingreso medio para una familia $35.833. Los hombres tuvieron un ingreso promedio de $28.594 contra $19.732 de las mujeres. El ingreso per cápita de la ciudad fue de $12.743. Cerca de 13,3% de las familias y 15,5% de la población estaban por debajo de la línea de pobreza, 21,5% de los cuales eran menores de 18 años y 19,7% mayores de 65.

## Nativos y residentes notables
- Wally Moon, antiguo jugador de béisbol.

- Datos: Q79481
- Multimedia: Bay, Arkansas / Q79481

1. ↑  Zip Data Maps, código ZIP n.º 72411.